# Rigonda
Rigonda o Rigonta o Rigunda (Rigontha, nascuda vers 569, morta després del 589) fou una princesa merovíngia, l'única filla del rei Khilperic I de Nèustria amb la seva darrera esposa Fredegunda de la que hi ha notícies contemporànies.
Vers el 583 fou promesa a Recared, aleshores príncep visigot (després rei Recared I) fill de Leovigild. El seu pare la va enviar al regne visigot contra els desitjos de la princesa la qual finalment va sortir de Rouen el mes de setembre del 584, acompanyada del duc de la cort Waddon, com home de confiança i cap dels afers de la princesa, nomenat expressament per Fredegunda. El rei Khilperic I fou assassinat en una data entre el 27 de setembre i el 9 d'octubre del 584 i el duc Desideri de Tolosa fou dels primers a saber la mort de Khilperic, i es va declarar obertament pel suposat príncep Gondobald en la conspiració del qual havia entrat secretament un any abans.
Una de les primeres mesures decidides per Desideri fou arrestar a la princesa Rigonda, que estava de camí en el seu viatge a Hispània on s'havia de casar amb Recared, i just estava al Tolosà, i desconeixia encara la mort del seu pare el rei, de la qual va confiscar les seves riqueses (joies i efectes personals i els nombrosos regals que portava per la família del seu futur marit); la princesa fou posada sota custòdia en lloc segur amb una guàrdia escollida i amb una assignació petita pel seu manteniment.
Rigonda, esperant encara pitjor tractament, va trobar la manera d'escapar escapant de la vigilància a la que era sotmesa i es va refugiar al final d'octubre del 584 a l'església de Nostra Senyora de la Daurada a Tolosa, per restar-hi com un asil inviolable; llavors va enviar un criat a la seva mare la reina Fredegunda per informar-la de la seva situació i que havia estat abandonada per la major part de la gent del seu seguici. Fredegunda va entrar en fúria i va maltractar al missatger, un dels que havien restat lleials a la seva filla, i va fer capturar a tots els que l'havien abandonat i havien tornat a la cort. Waddon això no obstant, havia passat al partit de Gondobald convençut per Desideri de Tolosa i no estava entre els que varen retornar, que foren els servidors més inferiors.
Fredegunda havia estat enviada a residir a Rouen per Guntram a començaments del 585, i havia decidit donar suport a Gondobald, i va enviar un missatger a Tolosa, amb l'excusa de contactar amb la seva filla Rigonda, però quan el missatger va arribar va saber la mort de Gondobald, i només va poder escortar de retorn a Rigonda que es va reunir amb la seva mare a Rouen sense béns i sense haver-se casat amb Recared. Gregori de Tours diu que a Rouen va portar una vida de disbauxa i va tenir forts enfrontaments amb la seva mare que el 589 va estar a punt de matar-la. La data de la seva mort és desconeguda.